# Overpelt
Overpelt (en limburguès Pelt) és un antic municipi belga de la província de Limburg a la regió de Flandes. Era el resultat de la fusió el 1977 dels municipis d'Overpelt, Holheide i Lindelhoeven. L'1 de gener de 2019 va fusionar amb Neerpelt per formar un municipi nou anomenat Pelt.

## Evolució demogràfica des de 1806
Font:INS

## Personatges il·lustres
- Gérard Loncke, ciclista